# Mino Denti

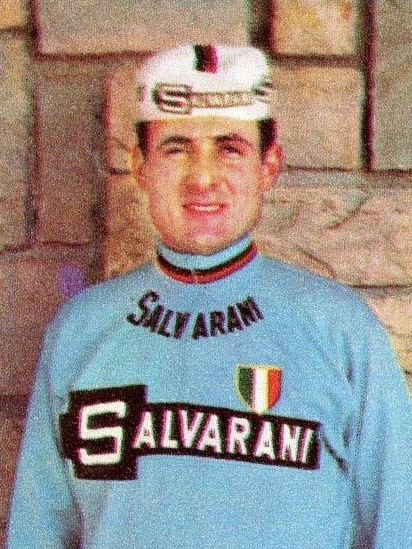
Mino Denti, 1966

Giacomino „Mino“ Denti (* 5. Februar 1945 in Soncino) ist ein ehemaliger italienischer Radrennfahrer und Weltmeister im Radsport.

## Sportliche Laufbahn
Denti wurde 1965 gemeinsam mit Luciano Dalla Bona, Pietro Guerra und Giuseppe Soldi Weltmeister im Mannschaftszeitfahren. Er gewann die Coppa Ferrari, die Trofeo Alcide De Gasperi und weitere italienische Rennen der Amateure. 1966 siegte er in der Tour de l’Avenir. Im Mannschaftszeitfahren der UCI-Straßen-Weltmeisterschaften gewann er Bronze. Danach wurde er zum Ende der Saison 1966 Profi im Radsportteam Salvarani. Sein bedeutendster Erfolg war der Sieg im Giro del Veneto vor Michele Dancelli. Er bestritt den Giro d’Italia 1967 (53.) und 1970 (ausgeschieden), die Tour de France 1968 (61.) und die Vuelta a España 1968 (ausgeschieden). Nach einer wenig erfolgreichen Saison 1970 im Radsportteam SCIC beendete er 1971 seine Laufbahn.